# Peter George
Peter Bryan George (født 24. marts 1924, død 11. juni 1966) var en walisisk forfatter. Han er bedst kendt for sin koldkrigs-thriller Red Alert, der dannede forlæg for Stanley Kubricks film Dr. Strangelove eller: Hvordan jeg lærte at holde op med at bekymre mig og at elske bomben.